# Соня Молнар
Соня Молнар (англ. Sonja Molnar; нар. 29 квітня 1990) — колишня канадська тенісистка.
Найвищу одиночну позицію світового рейтингу — 488 місце досягла 6 січня, 2014, парну — 274 місце — 27 жовтня, 2014 року.
Здобула 3 одиночні та 1 парний титул туру ITF.
Завершила кар'єру 2015 року.

## Фінали ITF

### Одиночний розряд: 4 (3–1)
| Легенда                         |
| ------------------------------- |
| турніри $100,000 (0–0)          |
| турніри $75,000 (0–0)           |
| турніри $50,000 (0–0)           |
| турніри $25,000 (0–0)           |
| $10,000 / турніри $15,000 (3–1) |

| Результат | W–L | Дата     | Турнір                                 | Рівень | Покриття   | Суперниця       | Рахунок       |
| --------- | --- | -------- | -------------------------------------- | ------ | ---------- | --------------- | ------------- |
| Перемога  | 1–0 | Січ 2013 | Фор-де-Франс, Франція                  | 10,000 | Тверде     | Шеразад Бенамар | 6–2, 6–0      |
| Поразка   | 1–1 | Січ 2014 | Сен-Мартен (Франція), Франція          | 10,000 | Тверде     | Сюй Цзінвень    | 6–4, 4–6, 0–6 |
| Перемога  | 2–1 | Чер 2014 | Вікторія (Британська Колумбія), Канада | 10,000 | Тверде (i) | Торі Кінард     | 6–4, 7–5      |
| Перемога  | 3–1 | Чер 2015 | Бетані-Біч (Делавер), США              | 10,000 | Ґрунт      | Алекса Грем     | 6–1, 7–5      |

### Парний розряд: 5 (1–4)
| Легенда                         |
| ------------------------------- |
| турніри $100,000 (0–0)          |
| турніри $75,000 (0–0)           |
| турніри $50,000 (0–1)           |
| турніри $25,000 (0–0)           |
| $10,000 / турніри $15,000 (1–3) |

| Результат | W–L | Дата     | Турнір                                     | Рівень | Покриття   | Партнерка       | Суперниці                         | Рахунок  |
| --------- | --- | -------- | ------------------------------------------ | ------ | ---------- | --------------- | --------------------------------- | -------- |
| Поразка   | 0–1 | Січ 2013 | Сен-Мартен (Франція), Франція              | 10,000 | Тверде     | Ерін Кларк      | Естель Касіно Леа Толе            | 3–6, 3–6 |
| Поразка   | 0–2 | Тра 2014 | Самтер (Південна Кароліна), США            | 10,000 | Тверде     | Кейтлін Горіскі | Софі Чанг Енді Деніелл            | 1–6, 3–6 |
| Перемога  | 1–2 | Чер 2014 | Гілтон-Гед-Айленд (Південна Кароліна), США | 10,000 | Тверде     | Кейтлін Горіскі | Лорен Албанезе Маколл Гаркінс     | 6–3, 6–4 |
| Поразка   | 1–3 | Жов 2014 | Сагне, Канада                              | 50,000 | Тверде (i) | Кейтлін Горіскі | Їсалін Бонавентюре Нікола Слейтер | 4–6, 4–6 |
| Поразка   | 1–4 | Січ 2015 | Сен-Мартен, Франція                        | 10,000 | Тверде     | Лєна Литвак     | Алекса Гуарачі Окуно Аяка         | 5–7, 3–6 |